# 锈毛络石
锈毛络石（学名：Trachelospermum dunnii）是夹竹桃科络石属的植物，为中国的特有植物。分布于中国大陆的湖南、贵州、广西、云南等地，生长于海拔320米至1,550米的地区，一般生长在路旁、溪边、山地疏林中或山脚灌木丛中，目前尚未由人工引种栽培。

## 别名
大黑骨头、橡胶藤（广西）；六角藤（湖南）

## 异名
- Trachelospermum eglandulatum D. Fang
- Trachelospermum tenax Tsiang